# Meremäe

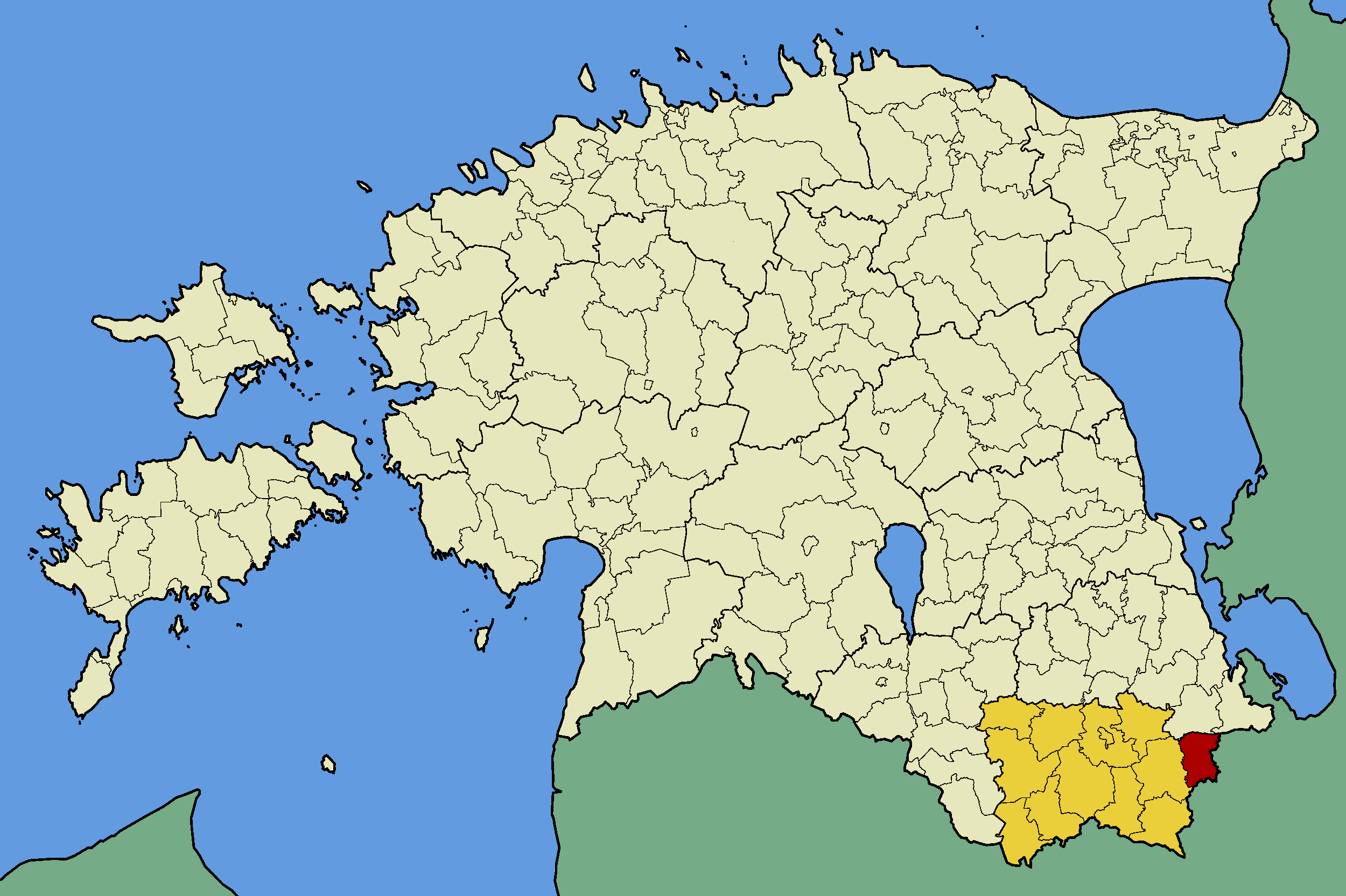
Localisation de l'ancienne commune de Meremäe (rouge), dans le comté de Võru (jaune).

Meremäe (en estonien : Meremäe vald) est une ancienne commune rurale d'Estonie située dans le comté de Võru. En 2012, sa population s'élevait à 973 habitants.
En octobre 2017, elle a fusionné avec Mikitamäe, Värska et une partie de Misso pour former la nouvelle commune de Setomaa. 

## Géographie
Elle s'étendait sur 132 km2 dans l'est du comté de Võru, à la frontière avec la Russie.

### Villages
Elle comprenait 87 villages :
Ala-Tsumba, Antkruva, Ermakova, Helbi, Hilana, Hilläkeste, Holdi, Härmä, Ignasõ, Jaanimäe, Juusa, Jõksi, Kalatsova, Kangavitsa, Karamsina, Kasakova, Kastamara, Keerba, Kiiova, Kiislova, Kiksova, Kitsõ, Klistina, Korski, Kuigõ, Kuksina, Kusnetsova, Kõõru, Küllätüvä, Lepä, Lindsi, Lutja, Maaslova, Marinova, Martsina, Masluva, Melso, Merekülä, Meremäe, Miikse, Miku, Navikõ, Obinitsa, Olehkova, Ostrova, Paklova, Palandõ, Palo, Paloveere, Pelsi, Pliia, Poksa, Polovina, Puista, Raotu, Rokina, Ruutsi, Seretsüvä, Serga, Sirgova, Sulbi, Talka, Tedre, Tepia, Tessova, Teterüvä, Tiirhanna, Tiklasõ, Tobrova, Treiali, Triginä, Tsergondõ, Tsirgu, Tsumba, Tuplova, Tuulova, Tääglova, Ulaskova, Uusvada, Vaaksaarõ, Vasla, Veretinä, Vinski, Viro, Võmmorski, Väiko-Härmä, Väiko-Serga.